# Conde (ort i Brasilien, Bahia, Conde, lat -11,81, long -37,61)
Conde är en ort i Brasilien.   Den ligger i kommunen Conde och delstaten Bahia, i den östra delen av landet, 1 200 km öster om huvudstaden Brasília. Conde ligger 9 meter över havet och antalet invånare är 15 557.
Terrängen runt Conde är platt. Det finns inga andra samhällen i närheten.
Omgivningarna runt Conde är en mosaik av jordbruksmark och naturlig växtlighet.